# Aleksandr Anufriyev
Aleksandr Aleksandrovich Anufriyev (en russe : Александр Александрович Ануфриев ; né le 1er juin 1926 dans la république des Komis - mort le 26 septembre 1966) est un coureur de fond soviétique.

## Biographie
Il a représenté l'Union des républiques socialistes soviétiques aux Jeux olympiques d'été de 1952 remportant le bronze sur 10 000 m derrière Emil Zátopek et Alain Mimoun.

## Palmarès

### Jeux olympiques d'été
- Jeux olympiques d'été de 1952 à Helsinki (Finlande)
  -  Médaille de bronze sur 10 000 m

### Championnats d'Europe d'athlétisme
- Championnats d'Europe d'athlétisme de 1954 à Berne (Suisse)
  - 8e du 10 000 m

## Sources
- (en) Cet article est partiellement ou en totalité issu de l’article de Wikipédia en anglais intitulé « Aleksandr Anufriyev » (voir la liste des auteurs).